# کاترینا شپیتسا
کاترینا شپیتسا (به انگلیسی: Katerina Shpitsa) (زاده ۲۹ اکتبر ۱۹۸۵ ) بازیگر روسی است.
از فیلم‌های معروف او می‌توان به بازی در فیلم خدمه پرواز اشاره کرد.